# Real España
Real Club Deportivo España ist ein Fußballverein aus San Pedro Sula in Honduras. Aktuell spielt der Verein in der ersten Liga des Landes, der Liga Nacional de Fútbol de Honduras. El España, wie der Verein auch genannt wird, ist einer der bekanntesten Fußballvereine außerhalb von Honduras.

## Geschichte
Real España wurde am 14. Juli 1929 von Pastor Reyes, Juan Banegas, "Teco" Lardizábal, Hugo Escoto Soto und Leonardo Muñoz als Escuela Ramón Rosa, de San Pedro Sula gegründet. Das spanische "Real", wurde dem Verein vom spanischen König Juan Carlos I. 1977 verliehen. Damit ist Real España der einzige Verein außerhalb von Spanien, der den Titel "Real" von einem spanischen König verliehen bekommen hat. Bisher konnte der Verein insgesamt 14 nationale Titel gewinnen. Auf internationaler Ebene wurde man zweimal Sieger des Copa Interclubes UNCAF und 2019 Gewinner der Copa Premier Centroamericana.

## Erfolge
- Honduranischer Meister: 1975, 1976, 1977, 1981, 1989, 1991, 1994, 2003/04 (A), 2006/07 (C), 2010/11 (A), 2013/14 (A), 2017/18 (A)
- Honduranischer Pokalsieger: 1972, 1992
- Copa Interclubes UNCAF: 1981, 1982
- Copa Premier Centroamericana: 2020

## Bekannte Spieler
- Luciano Emilio
- Luis Fernando Garrido
- Luis López
- Carlos Pavón

## Bekannte Trainer
- Juan de Dios Castillo
- Raúl Gutiérrez
- Hernán Medford
- Flavio Ortega
- Ricardo Ortiz